# Бетмон-ла-Форе
Бетмон-ла-Форе (фр. Béthemont-la-Forêt) — муниципалитет во Франции, в регионе Иль-де-Франс, департамент Валь-д'Уаз. Население — 459 человек (1999).
Муниципалитет расположен на расстоянии около 23 км севернее Парижа, 14 км восточнее Сержи.

## Демография
Динамика населения (Cassini и INSEE):